# Olibrus koltzei
Olibrus koltzei là một loài bọ cánh cứng trong họ Phalacridae. Loài này được Flach miêu tả khoa học năm 1888.